# Norbert Lammert
Norbert Lammert (Bochum; 16 de noviembre de 1948) es un político alemán perteneciente a la Unión Demócrata Cristiana de Alemania (CDU).
Entre 2005 y 2017 fue el presidente del Parlamento Federal (Bundestag).

## Vida privada
Está casado con Gertrud Wilmes desde 1971. El matrimonio tiene tres hijos.

## Formación
Estudió ciencias políticas, sociología, historia moderna y economía social en la universidad de su ciudad natal. El año 1971 lo pasó en la Universidad de Oxford. Se doctoró en ciencias sociales en 1975.

## Faceta docente
Trabajó como autónomo en la enseñanza para adultos. Ha sido profesor en diversas empresas e instituciones, entre ellas, la Universidad Ruhr de Bochum y la FernUniversität Hagen.

## Presidencia del Parlamento Federal
Como consecuencia de las elecciones federales de 2005, Lammert fue elegido por el Parlamento Federal para ser su presidente el 18 de octubre del mismo año, reemplazando a Wolgang Thierse, del Partido Socialdemócrata de Alemania (SPD). Lammert obtuvo 564 de 607 votos, incluyendo la mayoría de los del SPD. El 24 de octubre de 2017 le sucedió Wolfgang Schäuble. Lammert también abandonó su cargo de diputado en el Bundestag.

## Presidencia de la KAS
A comienzos de 2018 asumió la presidencia de la Fundación Konrad Adenauer (KAS).